# Aguja de la Canalona
Aguja de la Canalona está enclavado en el Macizo Central de los Picos de Europa o macizo de los Urrieles, en cantabria.